# جان إلياس
جان إلياس (بالبرتغالية: Jean Elias Peixoto‏) (5 ديسمبر 1969 بإسبيريتو سانتو في البرازيل - )، هو لاعب كرة قدم ومدافع برازيلي سابق.

## وصلات خارجية
- جان إلياس على موقع رابطة كرة القدم اليابانية للمحترفين (اليابانية)
- جان إلياس على موقع قاعدة بيانات كرة القدم.إي يو (الإنجليزية)
- جان إلياس على موقع عالم كرة القدم.نت (الإنجليزية)